# Bucharest Financial Plaza
Bucharest Financial Plaza este o clădire de birouri de clasă A din București. Are 18 etaje și o suprafață de 30 000 de m². Are de asemenea și 3 nivele subterane utilizate ca parcare pentru 160 de automobile. Mai este cunoscută și sub numele de Blocul Bancorex. 
Clădirea a găzduit sediul central al Băncii Comerciale Române, precum și sediile centrale ale unor subsidiare ale băncii, cum ar fi BCR Leasing și BCR Banca pentru Locuințe, până în anul 2020. În anul 2021, clădirea a fost cumpărată de compania de investiții austriacă Immofinanz, pentru suma de 36 de milioane de euro. În anul 2024, dezvoltatorul imobiliar AFI Europe cumpără clădirea pentru suma de 27 de milioane de euro, urmând a fi renovată complet.